# Skodapladsen
Skodapladsen eller Skodagrunden var en uformel plads på hjørnet af Lygten og Frederikssundsvej i Københavns Nordvestkvarter. Området var ejet af Københavns Kommune. Navnet kom af, at der havde ligget en Skodaforhandler på grunden. Fra 2007 brugtes grunden periodevis til loppemarkedet Lygtens Lopper, men ellers var det normalt hjemløse, der holdt til der. Omkring 2017 benyttedes grunden til værestedet Verdenshjørnet. I 2020-2022 opførtes idrætsinstitutionen Kampsportens Hus på stedet. Bag huset etableredes lege- og aktivitetspladsen Kobra Pladsen.